# Rusty Rivets
Rusty Rivets (em inglês significa "rebites enferrujados") é uma série de animação CGI canadense-estadunidense produzida pela Arc Productions e Spin Master Entertainment para Treehouse TV e Nickelodeon. Inspirado em elementos da cultura maker, segue as aventuras de um jovem inventor chamado Rusty e sua equipe de robôs customizados.
A série estreou nos Estados Unidos em 8 de novembro de 2016 na Nickelodeon e Nick Jr., e no Brasil, a série estreou na Nickelodeon e Nick Jr. em 13 de março de 2017 e também estreou na TV Cultura em 15 de janeiro de 2018.

## Enredo
A série é sobre um garoto chamado Rusty Rivets que usa seus conhecimentos de engenharia para reutilizar peças de máquinas e criar gadgets. Ele mora na cidade de Sparkton Hills, junto com sua amiga Ruby Ramirez, um tiranossauro robótico chamado Robôssauro, e um grupo de robôs menores conhecidos como Bits. O programa destaca uma variedade de conceitos relacionados à ciência e tecnologia básica.

## Personagens
- Rusty Rivets: é um menino de 10 anos que trabalha como inventor, engenheiro e mecânico, usando peças de reposição para criar suas próprias coisas inventadas. Ele tem seu próprio laboratório móvel, baseado em um pátio de reciclagem.
- Ruby Ramírez: é uma menina de 10 anos que é a melhor amiga de Rusty que o ajuda em missões. Seu trabalho é colocar os Bits em ação quando surge um problema. Ela sempre carrega um tablet com cada ícone de robô e usa uma faixa vermelha com corações brancos e uma gravata borboleta.
- Jack: é um robô azul em forma de cubo que tem braços como uma empilhadeira e os usa para levantar e carregar objetos.
- Bytes: é o cão mecânico de Rusty mais visto no quintal. Ele nunca foi chamado para uma missão.
- Ray: é um robô vermelho com um olho que ele usa como lanterna para acender ou apagar a luz.
- Whirly: é a menor dos Bits que é de cor rosa, pode voar, usa sua garra como uma mão improvisada e tem um par de asas e uma hélice na cabeça que é como a de um helicóptero.
- Crush: é um grampo de metal laranja com prata. Ele pode comprimir qualquer objeto com sua boca em forma de pinça e também segura qualquer coisa com um aperto inquebrável.
- Robôssauro (em inglês:  Botasaur): é o dinossauro verde que é o maior membro da equipe de Rusty, seu modelo é um tiranossauro rex.